# Dungeons and Dragons: Heroes
Dungeons and Dragons: Heroes et un jeu vidéo de rôle de type Hack and slash. Destiné à la console Xbox, il est créé et édité par Atari Inc. en 2003.

## Trame
Dungeons and Dragons: Heroes se déroule dans l'univers du jeu de rôle médiéval-fantastique Donjons et Dragons. Il n'exploite pas directement de décors de campagne mais emprunte beaucoup d'éléments à Greyhawk, un des mondes fondateurs pour D&D, issu de l'imagination de Gary Gygax. Greyhawk sert en effet d'univers par défaut dans les manuels de la troisième édition du jeu, édition sur laquelle est basée Heroes.

## Système de jeu
Dungeons and Dragons: Heroes est un Hack and slash D&D sur console, pour cette raison il est souvent comparé à Baldur's Gate: Dark Alliance. Le joueur peut incarner quatre personnages différents : un guerrier humain, un elfe magicien, un prêtre nain et un roublard halfelin.

## Accueil
- GameSpot : 6,6/10[1]